# 441 (số)
441 (bốn trăm bốn mươi mốt) là một số tự nhiên ngay sau 440 và ngay trước 442.

## Trong toán học
- Số 441 là số chính phương.
- Căn bậc hai của 441 là 21